# Sedlec, Třebíč
Sedlec là một làng thuộc huyện Třebíč, vùng Vysočina, Cộng hòa Séc.